# جو ماكنالي
جو ماكنالي (بالإنجليزية: Joe McNally)‏ هو صحفي ومصور أمريكي، ولد في 27 يوليو 1952 في مونتكلير ‏ في الولايات المتحدة.